# Apiocera angustifrons
Apiocera angustifrons är en tvåvingeart som beskrevs av Paramonov 1953. Apiocera angustifrons ingår i släktet Apiocera och familjen Apioceridae. Inga underarter finns listade i Catalogue of Life.